# Gynoplistia (Gynoplistia) collessi
Gynoplistia (Gynoplistia) collessi is een tweevleugelige uit de familie steltmuggen (Limoniidae). De soort komt voor in het Australaziatisch gebied.